# 未来世紀(秘)クラブ
「未来世紀㊙クラブ」（みらいせいきまるひクラブ）は、杏子の楽曲。自身の通算12枚目のシングルとして、2000年2月9日にPolydorからリリースされた。

## 背景
前作「永遠という場所」から7か月ぶりとなるシングルで、表題曲である「未来世紀㊙クラブ」は、テレビ東京系で放送された深夜アニメ『ブギーポップは笑わない Boogiepop Phantom』のエンディングテーマとして使用され、杏子の楽曲でアニメソングの採用は、NHK教育テレビアニメ『コレクター・ユイ』のオープニングテーマに使用された前作に引き続き、2作連続となった。
カップリング曲は、新曲の「Northern Song」と、1995年にリリースされたアルバム『Dear Me』のシングルカットである「恋愛大未遂 〜If only I were still there」の2曲が収録されており、いずれもタイアップがついた楽曲である。

## 制作
表題曲である「未来世紀㊙クラブ」は、杏子が在籍していたロックバンドであるBARBEE BOYSを意識した楽曲となっており、同じBARBEE BOYSのメンバーであるKONTAがJACK AMANO名義で参加している。

## リリース
2000年2月9日にPolydorから、マキシシングルとしてリリースされた。

## 批評
| 専門評論家によるレビュー | 専門評論家によるレビュー |
| レビュー・スコア         | レビュー・スコア         |
| 出典                     | 評価                     |
| ------------------------ | ------------------------ |
| CDジャーナル             | 肯定的                   |

CDジャーナルは、表題曲である「未来世紀㊙クラブ」の印象として、「世紀末の不安定な恋を表現。ハスキーでセクシーな声に、気だるいようで気迫も感じるロック」と評価し、カップリング曲の「恋愛大未遂 〜If only I were still there」に対しては、「『未来世紀㊙クラブ』と対極にあるようなミディアム・テンポの優しいメロディ。ちょっと強気な女性が、恋する気持ちに気づき動揺している詞がカワイイ」といずれも肯定的な評価を下している。

## 収録曲
| 全作詞: 杏子。 |                                             |           |                 |                 |      |
| #              | タイトル                                    | 作詞      | 作曲            | 編曲            | 時間 |
| 1.             | 「未来世紀㊙クラブ」                        | 杏子      | 杏子 & 馬場一嘉 | 未来世紀PROJECT | 3:59 |
| 2.             | 「Northern Song」                           | 杏子      | 間宮工          | 間宮工          | 3:59 |
| 3.             | 「恋愛大未遂 〜If only I were still there」 | 杏子      | 肝沢幅二        | 田村玄一        | 4:52 |
| 合計時間:      | 合計時間:                                   | 合計時間: | 合計時間:       | 12:50           |      |

## 収録アルバム
| 収録作品                                | 発売日           | 販売元                   | 規格品番                       | 備考             |
| 未来世紀㊙クラブ                        | 未来世紀㊙クラブ | 未来世紀㊙クラブ         | 未来世紀㊙クラブ               | 未来世紀㊙クラブ |
| --------------------------------------- | ---------------- | ------------------------ | ------------------------------ | ---------------- |
| 『Under the Silk Tree』                 | 2000年11月8日    | Polydor                  | CD:UPCH-1019                   |                  |
| 『10 Years Collaboration』              | 2002年12月4日    | ユニバーサルミュージック | CD+DVD:UMCK-9026（初回限定盤） |                  |
| 『10 Years Collaboration』              | 2002年12月4日    | ユニバーサルミュージック | CD:UMCK-1147（通常盤）         |                  |
| 恋愛大未遂 〜If only I were still there |                  |                          |                                |                  |
| 『Dear Me』                             | 1995年4月10日    | wea JAPAN                | CD:WPC2-7514                   |                  |

## メディアでの使用
| # | 曲名                                        | タイアップ                                                                       | 出典        |
| - | ------------------------------------------- | -------------------------------------------------------------------------------- | ----------- |
| 1 | 「未来世紀㊙クラブ」                        | テレビ東京系アニメ『ブギーポップは笑わない Boogiepop Phantom』エンディングテーマ | [ 2 ] [ 6 ] |
| 2 | 「Northern Song」                           | ハウス食品「北海道シチュー」CMソング                                             | [ 6 ]       |
| 3 | 「恋愛大未遂 〜If only I were still there」 | TBS系TV情報エンタテインメント『exp』2月度占いソング                              |             |